# Avenida Nossa Senhora do Carmo

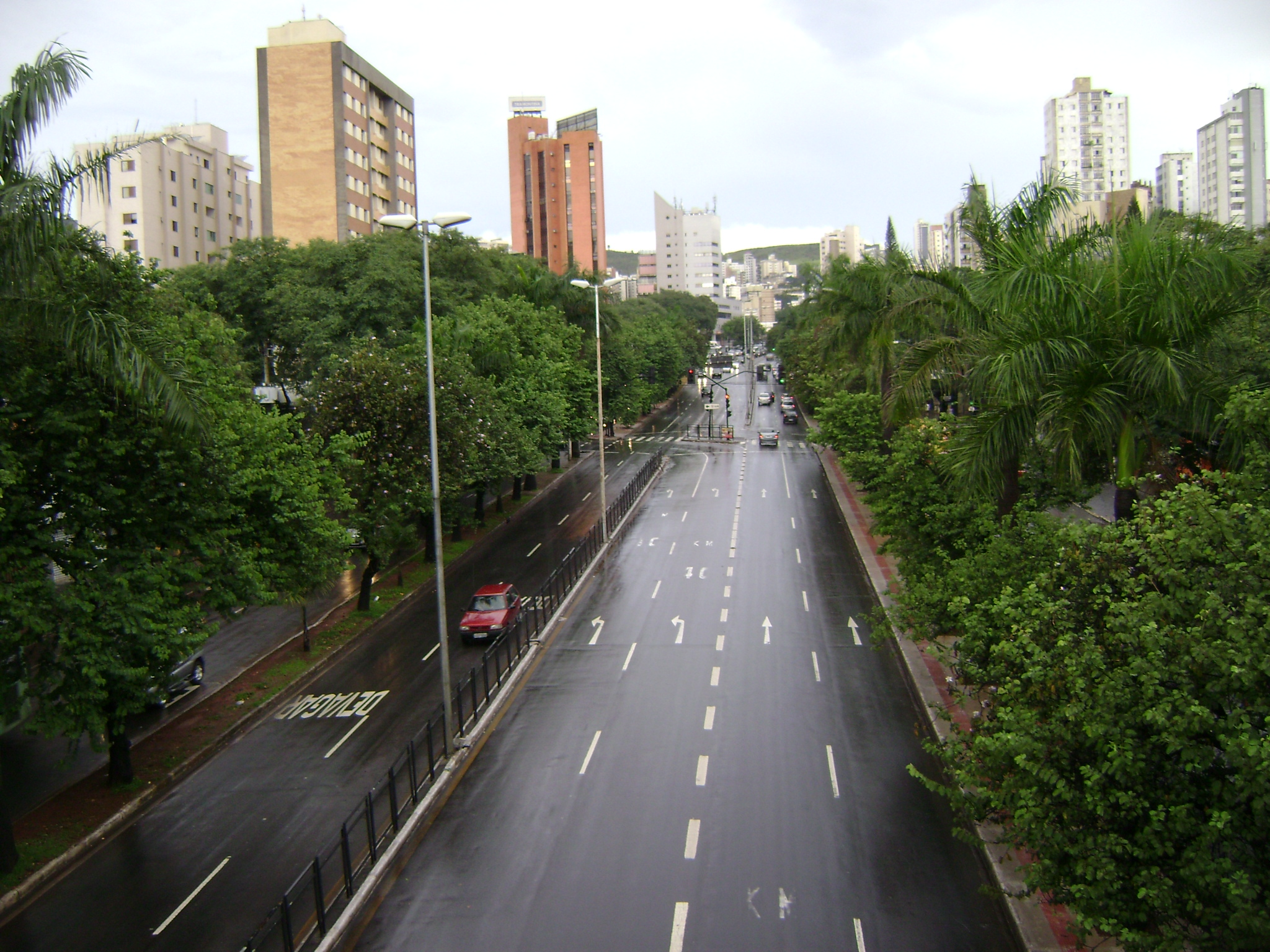
Vista da avenida desde uma passarela.

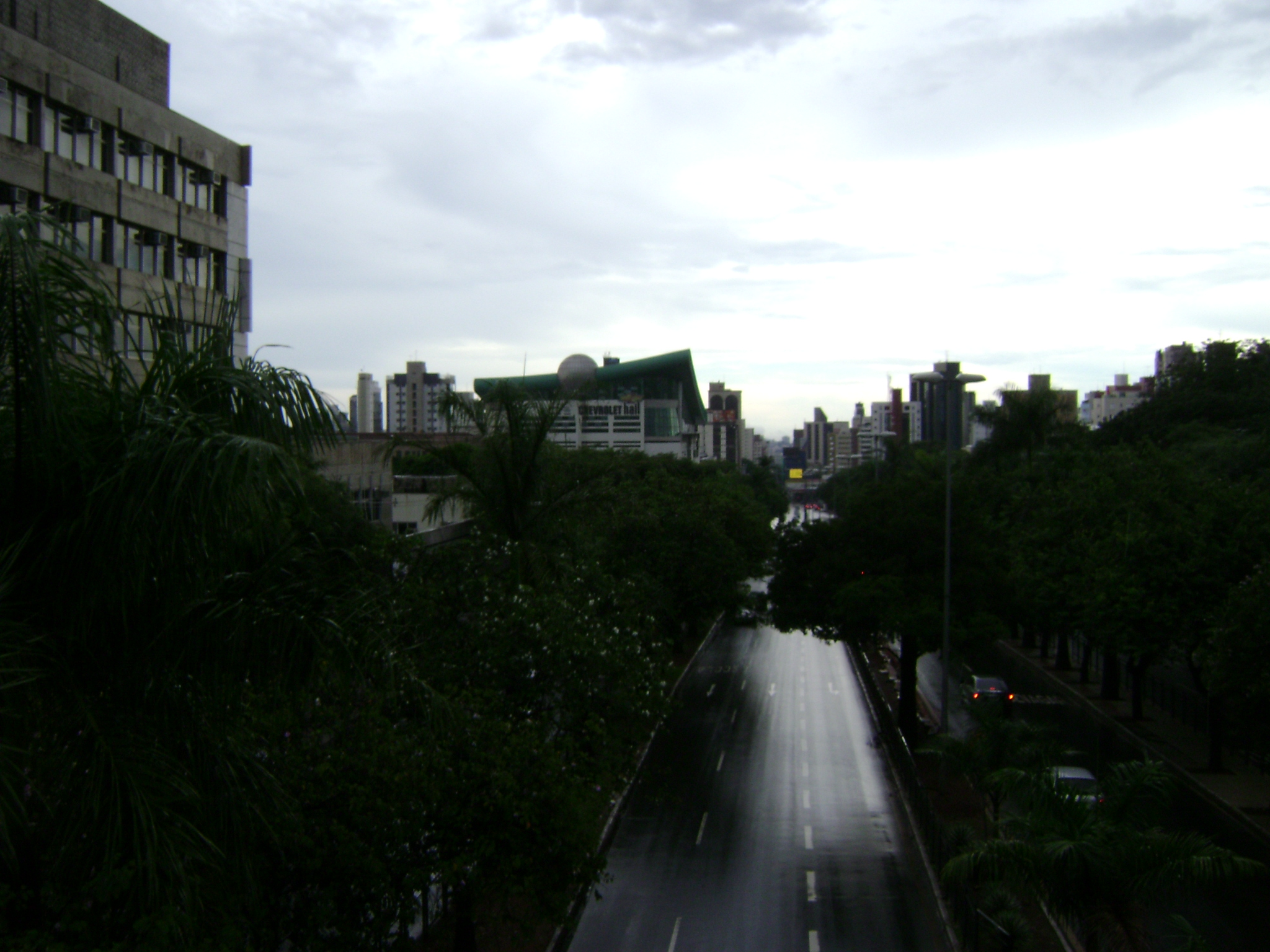
Outra visão da avenida, na direção da Savassi.

A avenida Nossa Senhora do Carmo é uma importante avenida de Belo Horizonte, de intenso trânsito local, e que também constitui via de saída da cidade para trechos que se identificam a Zona da Mata mineira, cidades da Estrada Real, o Rio de Janeiro, entre outros.
O início da avenida é na verdade o km 0 da BR-356. O km 0 está no entroncamento com a avenida do Contorno, na região da Savassi, em Belo Horizonte. Os primeiros dois quilômetros recebem o nome de avenida Nossa Senhora do Carmo, até o entroncamento com o Trevo do Bairro Belvedere (Rua Professor Rodrigues Seabra), continuando como MGC-356 até o km 8 (entroncamento com a BR-040 / Anel Rodoviário de Belo Horizonte) ainda com características de uma via expressa urbana, considerada até mesmo pelo DNIT como "trecho urbano" (via com características de avenida). No trecho inicial, na esquina com a avenida do Contorno, é conectada à rua Rio Grande do Norte por meio de uma trincheira.
A avenida abriga e margeia pontos conhecidos da cidade, como o shopping center Pátio Savassi; a casa de espetáculos Km de Vantagens Hall (anteriormente Marista Hall) e a Rede Minas de televisão, entre outros.

## História
Nos tempos do Arraial Curral Del Rey, anterior a criação da Nova Capital (Belo Horizonte), o que hoje conhecemos como Avenida Nossa Senhora do Carmo, era denominada "Estrada do Mutuca". Essa estrada tinha mais ou menos o mesmo trajeto que hoje tem a Avenida Nossa Senhora do Carmo. A estrada contornava o "Morro Redondo" (curva do Ponteio) e seguia rumo ao viaduto do Mutuca e Rio de Janeiro. A única referência histórica da dita Estrada do Mutuca, registrada em levantamentos topográficos do final do século XIX, está na planta da Fazenda do Capão, que pertencia a Ilídio Ferreira da Luz e que encontra-se arquivada no Arquivo Público Mineiro e Arquivo Público da Cidade - PBH. Seguindo-se no sentido do Rio de Janeiro, verifica-se claramente nessa planta que a Estrada do Mutuca, atual Nossa Senhora do Carmo, cortava por um lado a Fazenda do Capão (bairros São Bento e Santa Lúcia nos dias de hoje) e por outro lado a Lagoa Seca, dentro da Fazenda do Capão Pequeno (bairro Belvedere nos dias de hoje). Ambas as Fazendas pertenciam a Ilídio Ferreira da Luz. A Fazenda do Capão foi desapropriada pelo Estado de Minas Gerais em 1894 para a criação da Nova Capital e a Fazenda do Capão Pequeno deu origem à terceira porção do bairro Belvedere.
Em 2008 e 2009, a Av. Nossa Senhora do Carmo passou por um processo de replanejamento, de modo a abrigar em suas pistas centrais faixas exclusivas para o transporte coletivo por ônibus. O projeto, executado pela prefeitura, é denominado Portal Sul e teve por objetivo resolver um dos principais gargalos do trânsito de Belo Horizonte.

## Nome da avenida
Muito embora a população belorizontina, e mesmo a imprensa, tenham sempre se referido à avenida por este nome, o fato é que ela fora registrada em 1955 somente como "Senhora do Carmo". Quando das obras ocorridas em 2009, por questões meramente burocráticas, foram instaladas placas registrando o nome original, sem o termo "Nossa". A imprensa, passou a se referir ao "novo" nome. A mudança causou irritação à população, especialmente aos moradores próximos à avenida e aos mais antigos.
Em maio de 2010, o nome "Nossa Senhora do Carmo", consagrado pela população, foi definitivamente adotado por força de Lei municipal.

## Acidentes
A via foi notória pelo grande número de acidentes envolvendo veículos de carga que desciam a avenida em sentido ao centro. Por esse motivo, a partir do dia 25 de janeiro de 2010, o tráfego de caminhões pesando mais de cinco toneladas ou acima de 6,5m de comprimento passaram a ser proíbidos na avenida. A proibição estava programada para acontecer em 2011, mas devido a um grave acidente em 2010, foi antecipada.
Apesar da proibição, no entanto, na noite de 6 de junho um grave acidente envolvendo um veículo de carga aconteceu, matando duas pessoas. Segundo a Polícia Militar, o acidente foi provocado por uma carreta desgovernada que transportava bobinas de aço que, ao perder os freios, atingiu sete veículos.

## Galeria

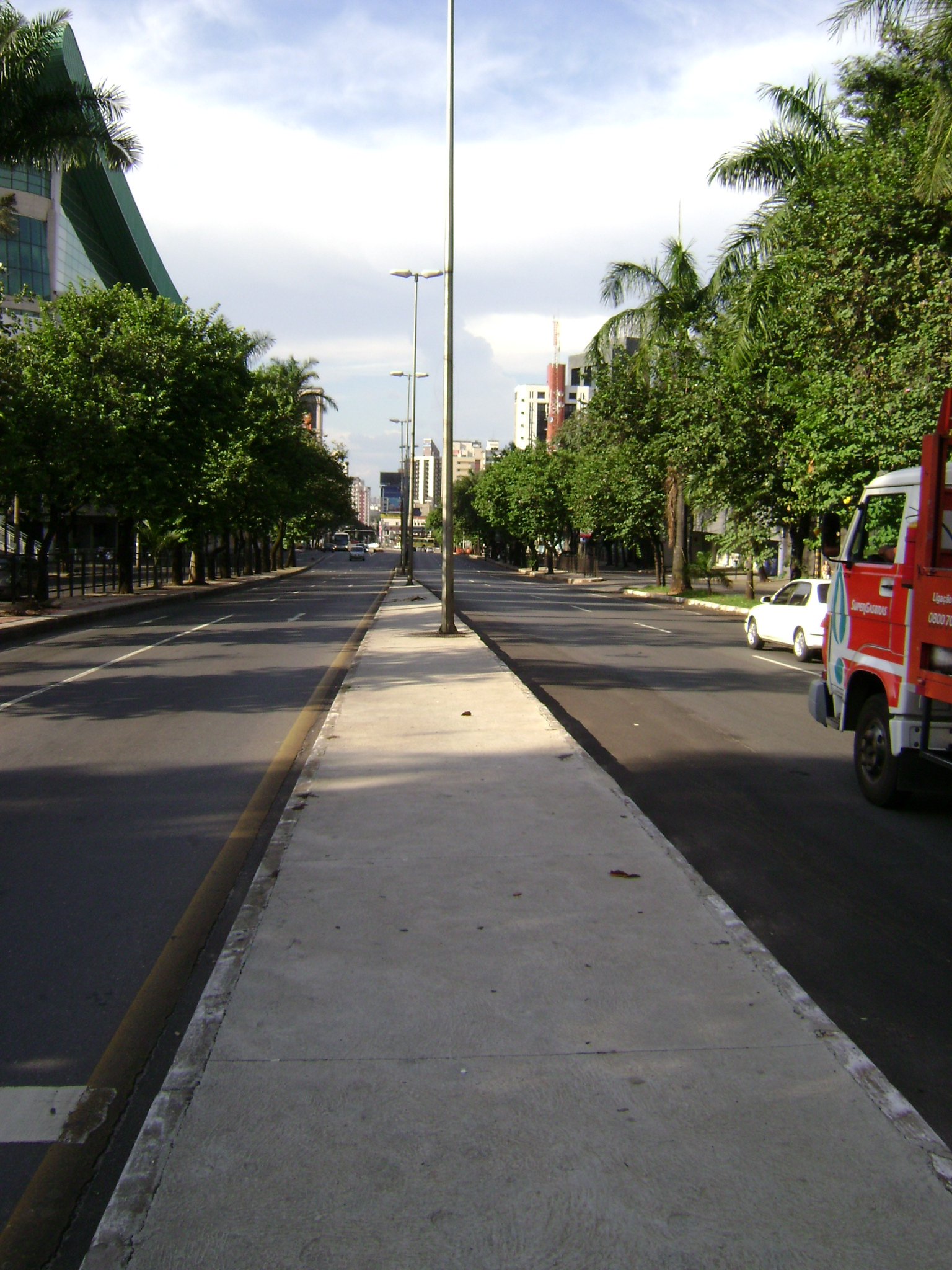
Vista da avenida em direção à Savassi.
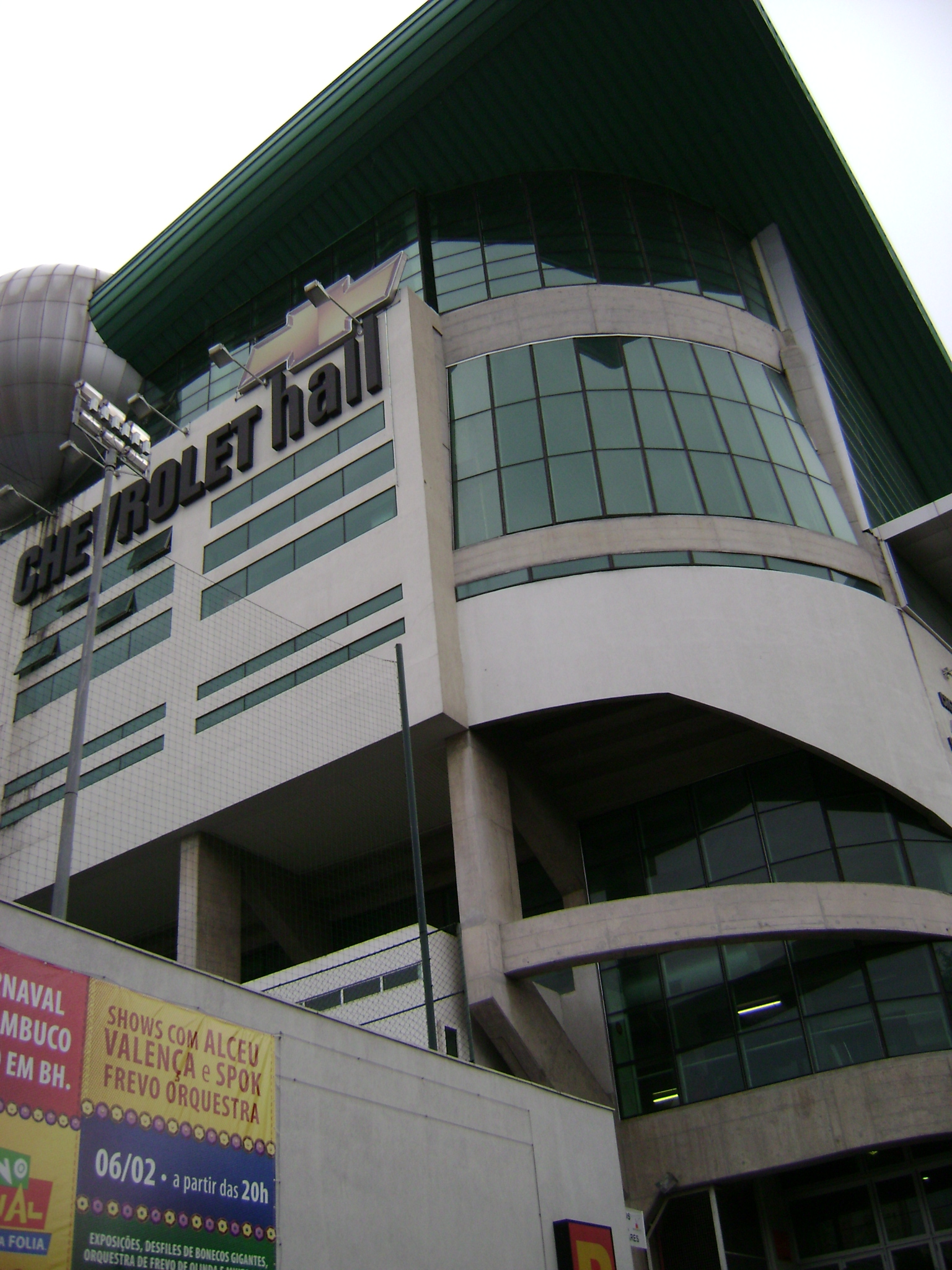
Fachada do Km de Vantagens Hall.
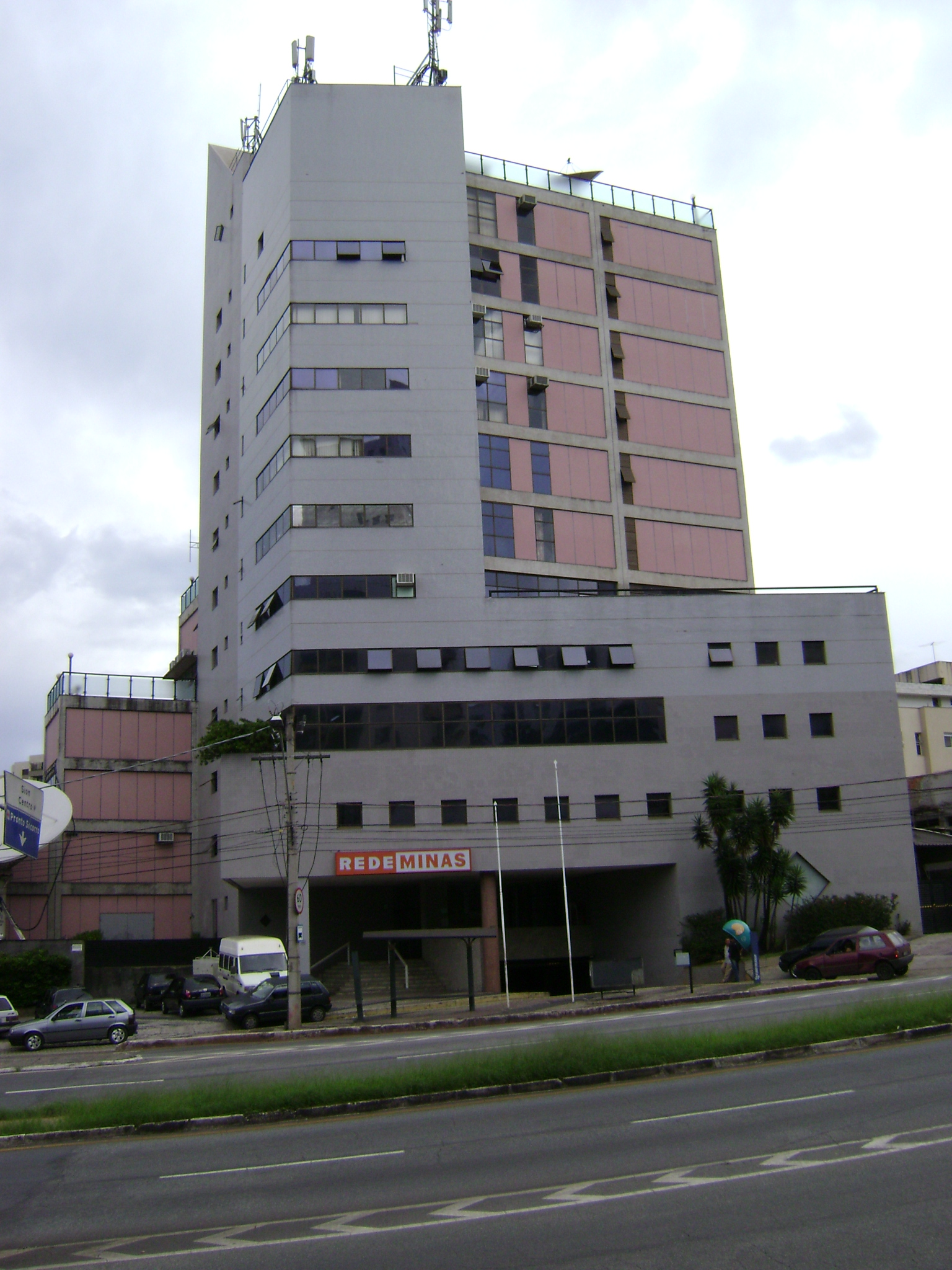
Fachada da Rede Minas, também na avenida.
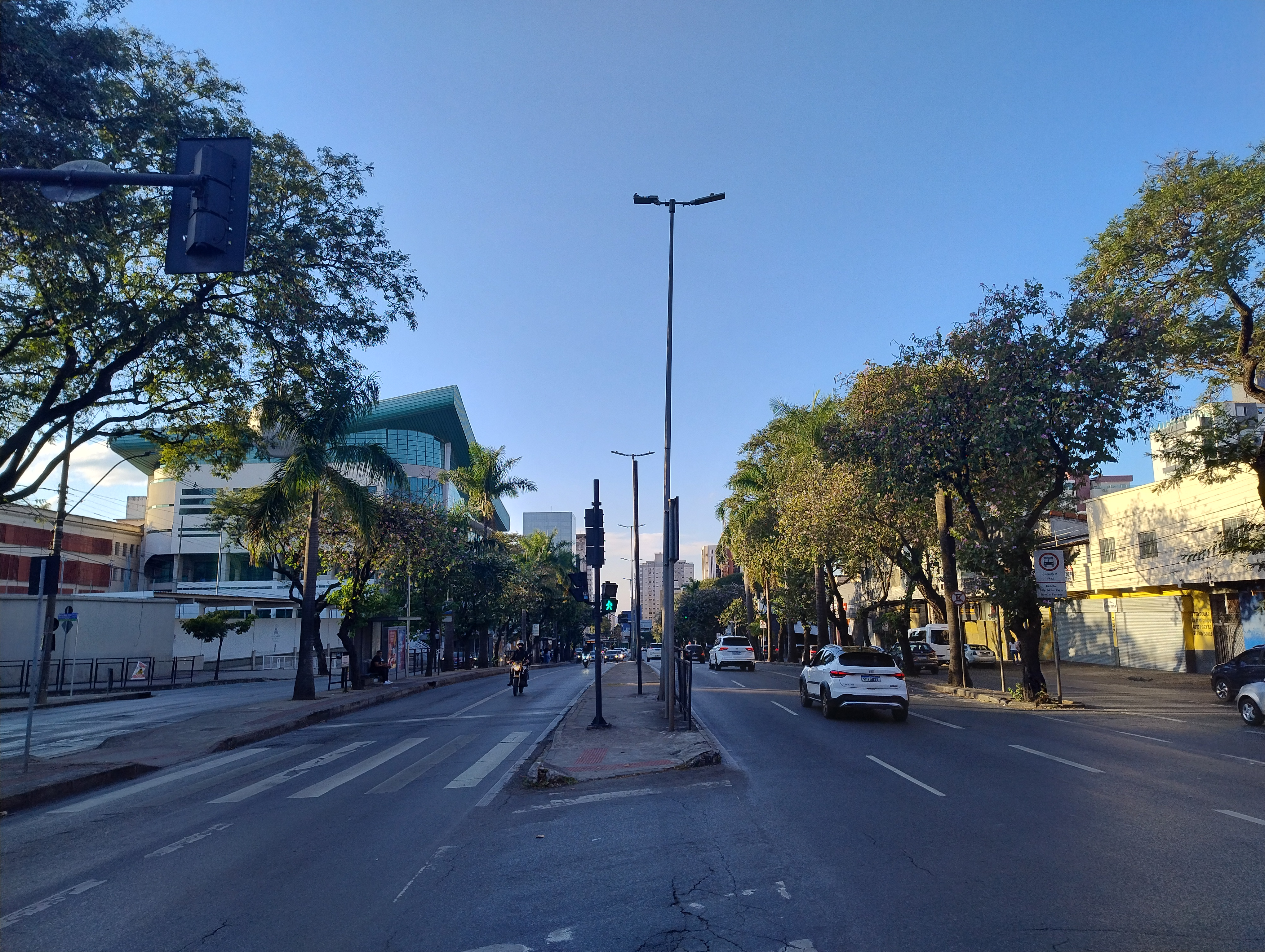
Vista da avenida.
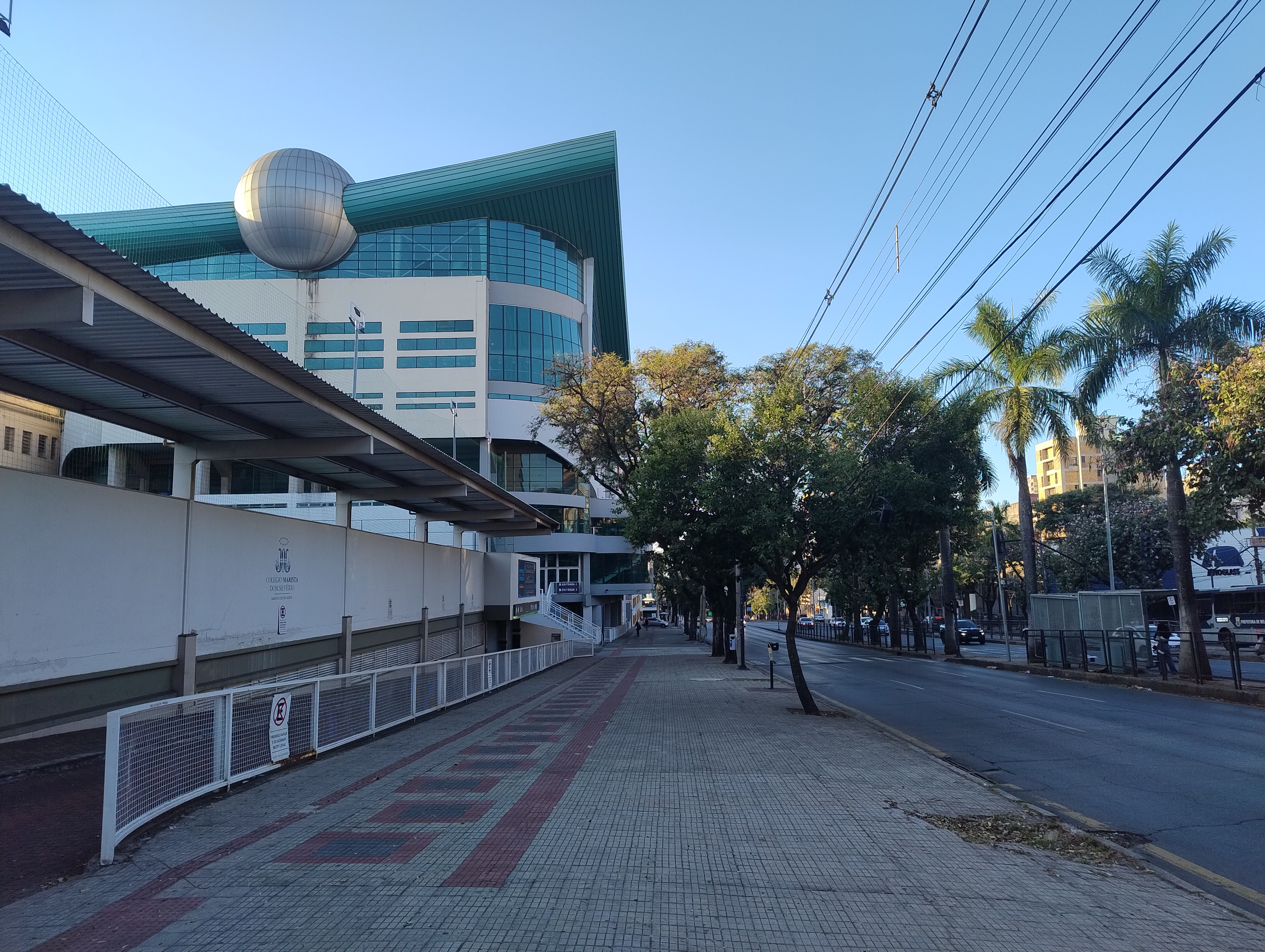
Calçada da avenida.
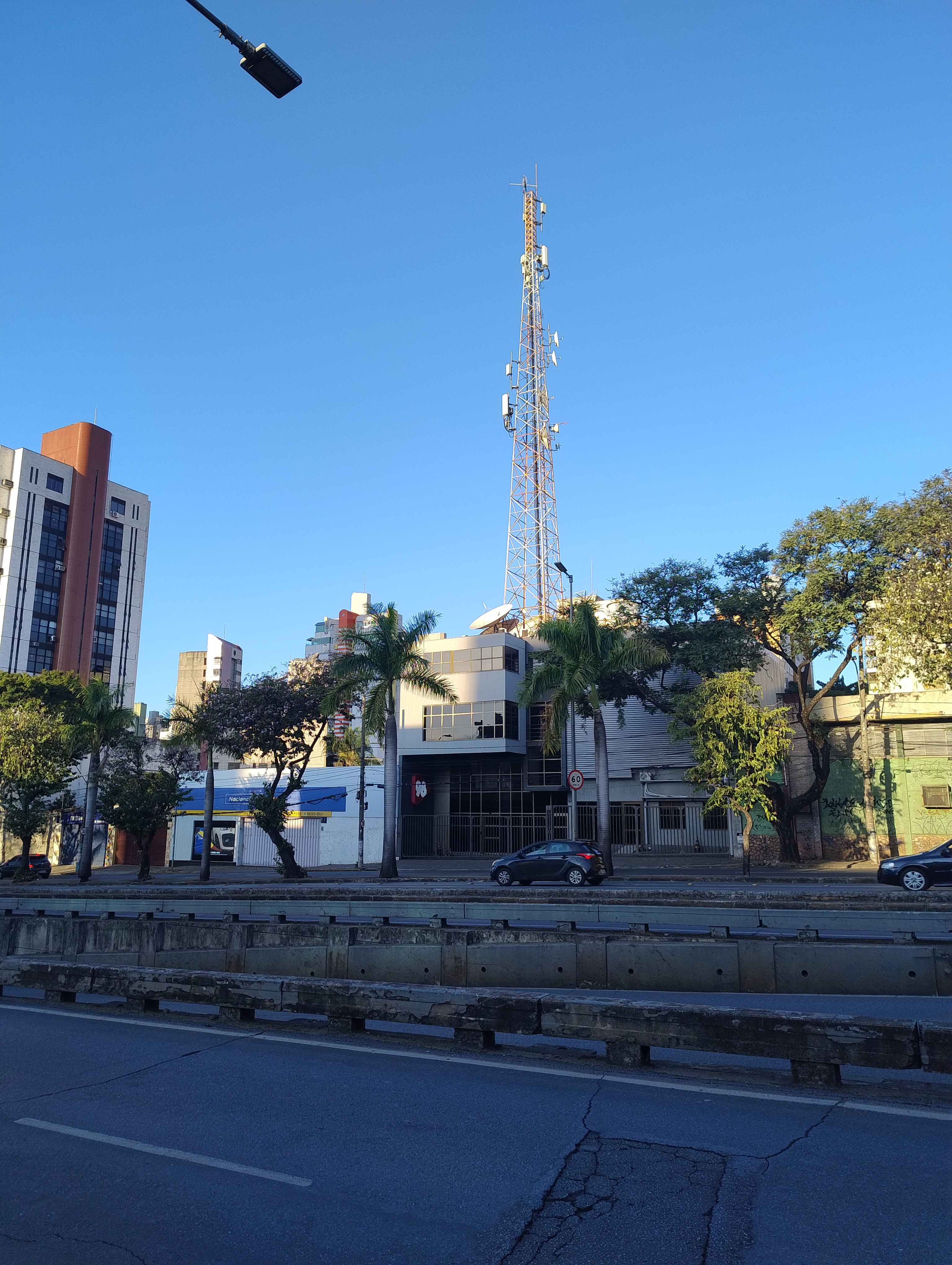
Antena da Rádio 98.